# サン・ヴィンチェンツォ
サン・ヴィンチェンツォ(伊: San Vincenzo)は、イタリア共和国トスカーナ州リヴォルノ県にある、人口約6,400人の基礎自治体（コムーネ）。

## 地理

### 位置・広がり

#### 隣接コムーネ
北をカスタニェート・カルドゥッチ、東をスヴェレートおよびカンピーリア・マリッティマ、南をピオンビーノと接する。西はティレニア海に面する。

### 気候分類・地震分類
サン・ヴィンチェンツォにおけるイタリアの気候分類 (it) および度日は、zona C, 1051 GGである。
また、イタリアの地震リスク階級 (it) では、zona 4 (sismicità molto bassa) に分類される。

## 文化・観光
「スローシティ」加盟都市である。

## 姉妹都市
- Guanabo、キューバ
- プファルキルヒェン（イタリア語版）、ドイツ
- サン＝マクシマン＝ラ＝サント＝ボーム、フランス